# Rudi na záletech
Rudi na záletech je zachovaný český němý film z roku 1911. Je jedním ze čtyř dílů grotesek o pražském švihákovi Rudim, jehož postavu si vymyslili pražský kabaretiér Emil Artur Longen a filmař Antonín Pech a natočili ve společnosti Kinofa. Další díly: Rudi na křtinách, Rudi se žení a Rudi sportsman. Pro jeho exteriéry si zvolili ulice pražského Nového Města, ostrov Žofín a Podolí, cementárnu a plovárnu v tehdejší době známou pod jménem Majzlíkárna. Jsou známi jen dva herci – kromě Longena, který hrál v celé sérii titulní postavu, ještě Josef Waltner, tentokrát v roli plavčíka.

## Obsazení
| Emil Artur Longen | Rudi    |
| Josef Waltner     | plavčík |

## Obsah filmu
Záletník Rudi se snaží marně flirtovat s půvabnou dámou, kterou pak z povzdálí sleduje do říčních lázní na Vltavě. Aby se dostal mezi ženské vyznavače koupání, převleče se do dámského koupacího úboru. Ženy však jej mezi sebou objeví a nešťastníkovi nezbývá před davem dívek a paní prchat a nakonec je plavčíkem z plovárny vyveden. Aby vše dobře dopadlo, před vchodem už na něho čeká dáma, kvůli které do lázní přišel, a odcházejí zavěšeni do sebe.